# Amelia del Carmen Carballo Moreno
Amelia del Carmen Carballo Moreno, nació en La Habana, Cuba, el 8 de febrero de 1951.
En 1972 realizó estudios de escultura. Escuela de Artes Plásticas “San Alejandro”, La Habana. 

## Exposiciones personales
- 1982 presentó una exposición personal en el Museo de Arte, Nueva Gerona, Isla de la Juventud, Cuba
- 1991 "Naturaleza casi muerta". Galería de Arte, Matanzas, Cuba
- 1993 se presentó en la Galería de Arte Universal, Nueva Gerona, Isla de la Juventud, Cuba.

## Exposiciones colectivas
Entre las exposiciones colectivas en las que ha participado se encuentran:
- 1985 Presencia cubana en la Cuadrienal de Erfurt. Museo de Artes Decorativas, La Habana,
- 1986 IV Quadriennale des Kunst Handwerks Sozialisticher Länder. Internationalen Gartenbauausstellung (IGA), Erfurt, R.D.A.

En el mismo año participó en la exposición Colectiva de Cerámica Cubana
durante la Segunda Bienal de La Habana. Galería Amelia Peláez, Parque Lenin, 1986.
- 1987 se presentó en la II Trienal Mundial de Cerámica Pequeña. Zagreb, Yugoslavia
- 1989 I Bienal de Cerámica de Pequeño Formato “Amelia Peláez”. Museo de Artes Decorativas, La Habana, Cuba
- 1990 "Una Isla llamada Cuba". Gíornate della Cultura Cubana. Istituto Italo Latinoamericano, Roma, Italia,
- 1991 en la II Bienal de Cerámica Pequeño Formato “Amelia Peláez”. Castillo de la Fuerza, La Habana.

## Premios
Entre los premios obtenidos en su carrera se encuentran en 
- Segundo Premio. Salón Amelia Peláez, Boyeros, La Habana, 1985
- Primer Premio. II Salón Municipal de Artes Plásticas, Nueva Gerona, Isla de la Juventud, 1986
- Diploma de Honor. II Trienal Mundial de Cerámica Pequeña, Zagreb, Yugoslavia, 1987
- Premio. Salón de Artes Plásticas UNEAC’87, Pabellón Cuba, La Habana, 1987
- Premio del Consejo de las Artes Plásticas/Fondo Cubano de Bienes Culturales. Salón Territorial de la UNEAC, Matanzas, 1990
- Premio. II Bienal de Cerámica de Pequeño Formato “Amelia Peláez”, Castillo de la Real Fuerza, La Habana, Cuba. 1991

## Obras en colección
Su trabajo forma parte de las colecciones del Museo de la Cerámica de La Habana, del Museo de la Cerámica de Nueva Gerona en Isla de la Juventud, 
del Museo Nacional de Artes Decorativas de La Habana, y del Museo Taller de Escultura de Las Tunas. Todas instituciones cubanas.
- Datos: Q5672338